# Obere Mühle (Bad Oberdorf)

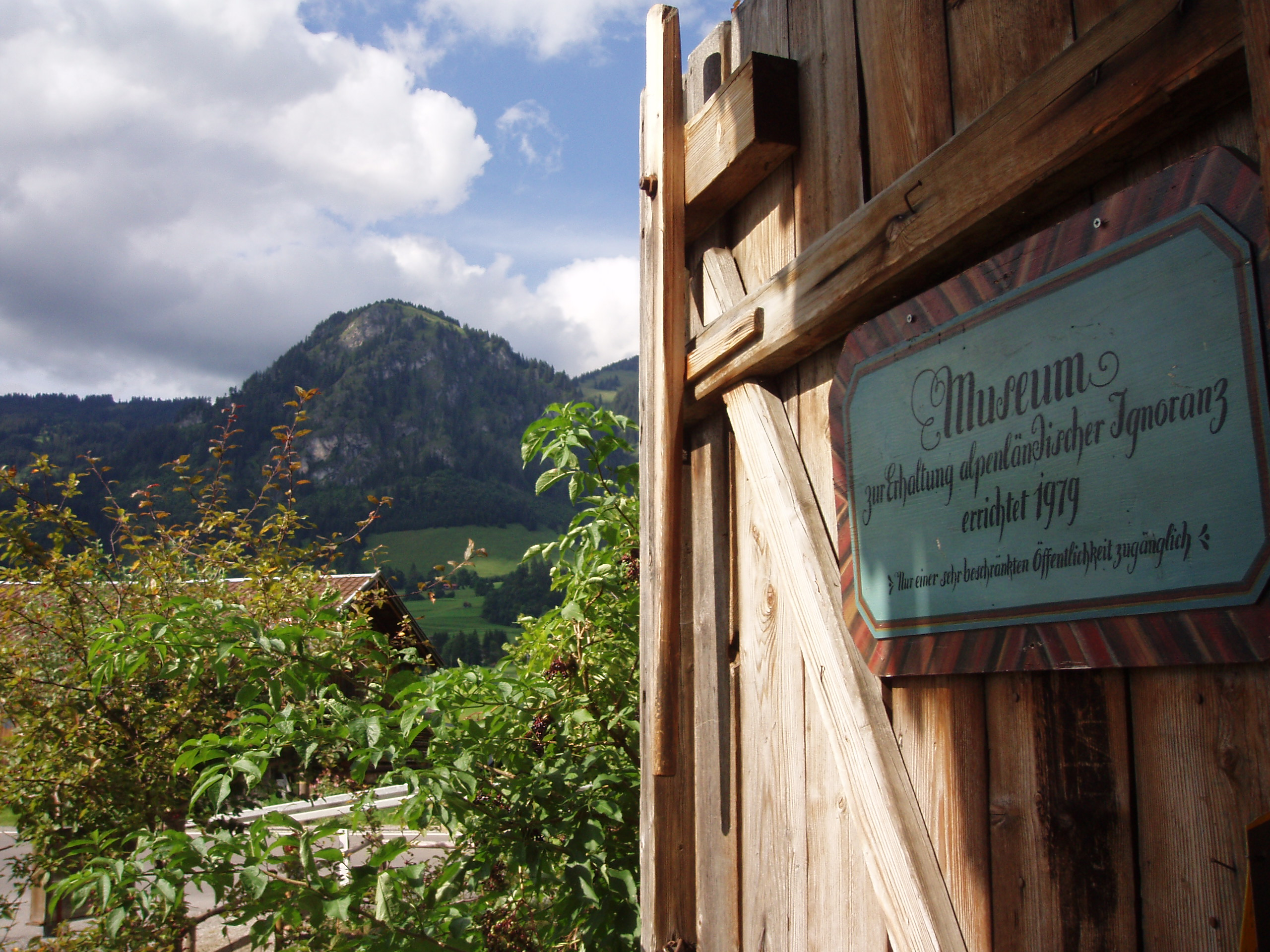
Tür, Schild und Ausblick

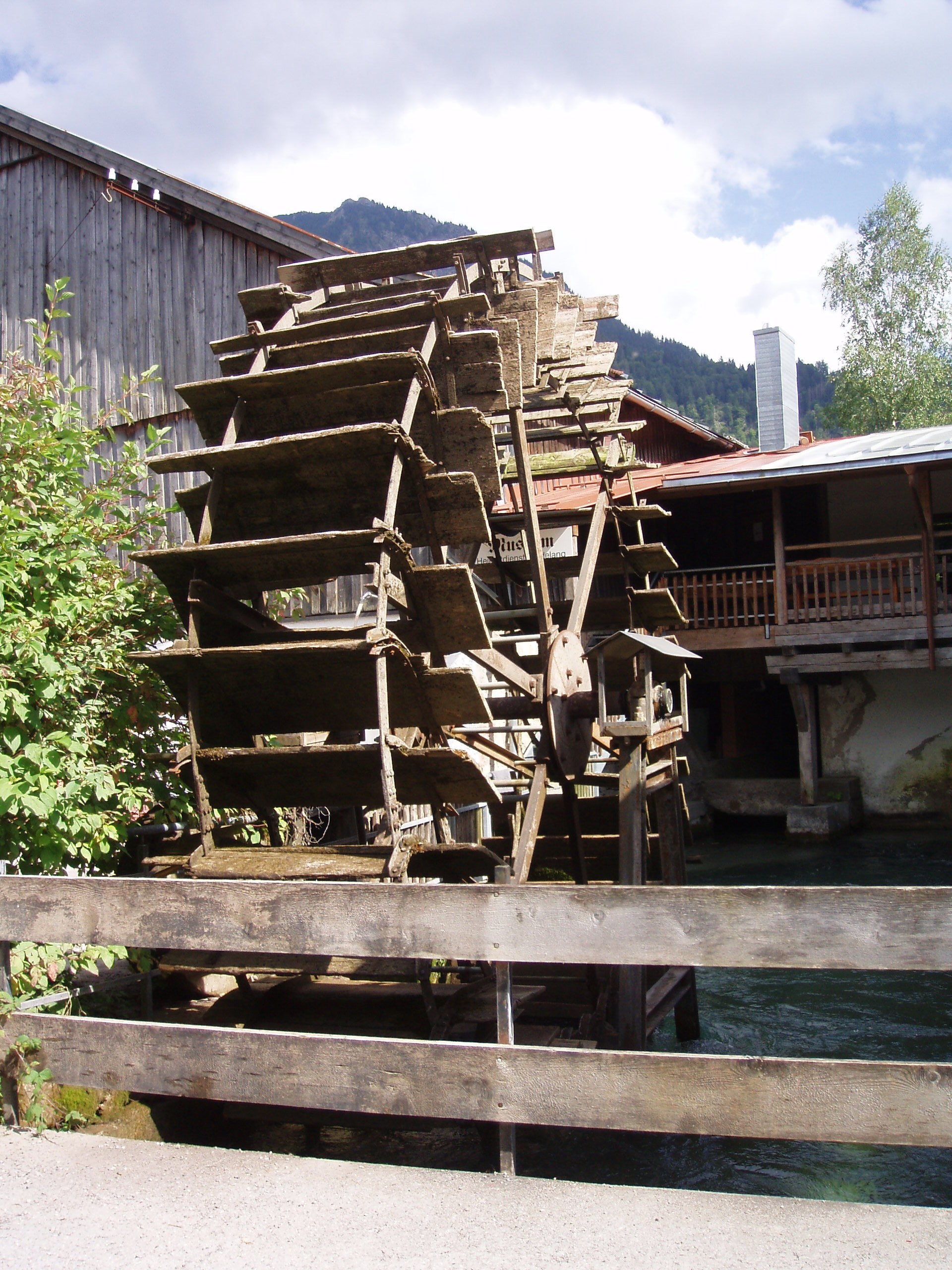
Mühlrad, im Hintergrund die Galerie zum Museum

Die Obere Mühle in Bad Oberdorf im Landkreis Oberallgäu ist ein altes Anwesen am Ufer der Ostrach, das heute unter anderem ein Museum beherbergt.

## Geschichte
Die erste Erwähnung des damals schon wohlhabenden Anwesens stammt aus dem Jahr 1433. Damals gehörte die Obere Mühle einem Mann, der als Bäslar bezeichnet wurde. Von 1503 bis 1599 diente die Obere Mühle als Sägemühle; bis 1968 beherbergte sie weiterhin ein Sägewerk.
Seit 1979 wird sie als Museum genutzt, seit 1987 außerdem als Gasthof und Hotel. Unter der Tenne wurde 1994 eine Sennerei in einem Felsenkeller eingerichtet, die als Schaukäserei besucht werden kann.
Als Hausmarke, die vor der Einführung der Hausnummern im Jahr 1785 zur Bezeichnung sowohl des Hauses als auch der Gerätschaften und des Holzes diente, hat die Obere Mühle zwei Äugle (Dreiecke) gegeneinander zwischen zwei Bick (Balken) grad.

## Museum
Das Heimatmuseum im Obergeschoss bietet eine umfangreiche Fotosammlung zur Geschichte der Orte und Menschen im Ostrachtal, ferner zahlreiche Exponate, die die Lebensumstände vergangener Jahrhunderte anschaulich machen. Neben Werkzeugen, Einrichtungsgegenständen, Trachten und Fahrzeugen sind auch Mineralien und Fossilien zu sehen und Erläuterungen zu untergegangenen Erwerbszweigen wie etwa dem Flachsanbau und der Leinenproduktion vorhanden. Mentor und Gründer des Museums war Anton Morent zusammen mit seinem Sohn Ralf Morent aus Oberjoch.

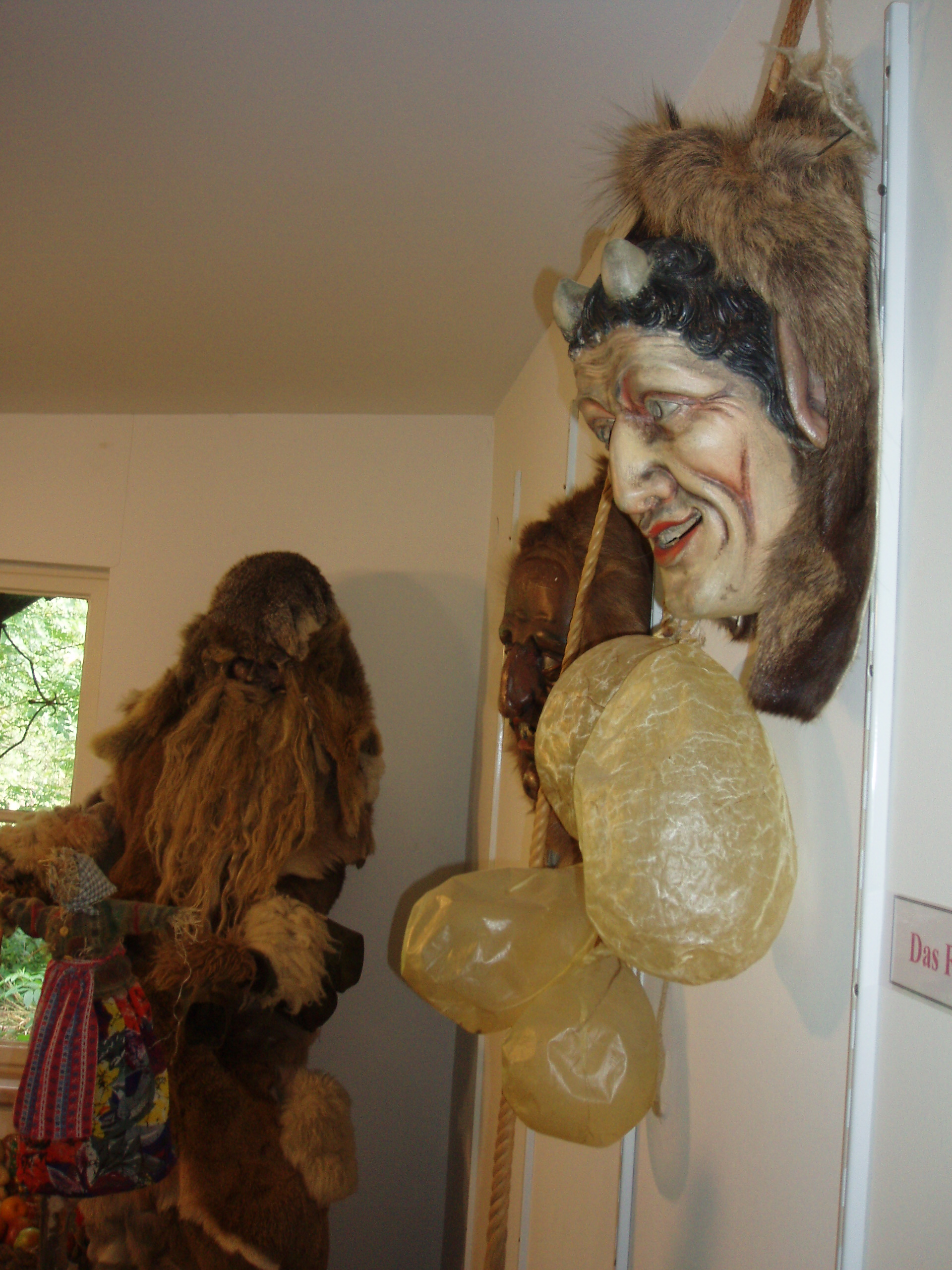
Klausenkostüme und Schweineblasen
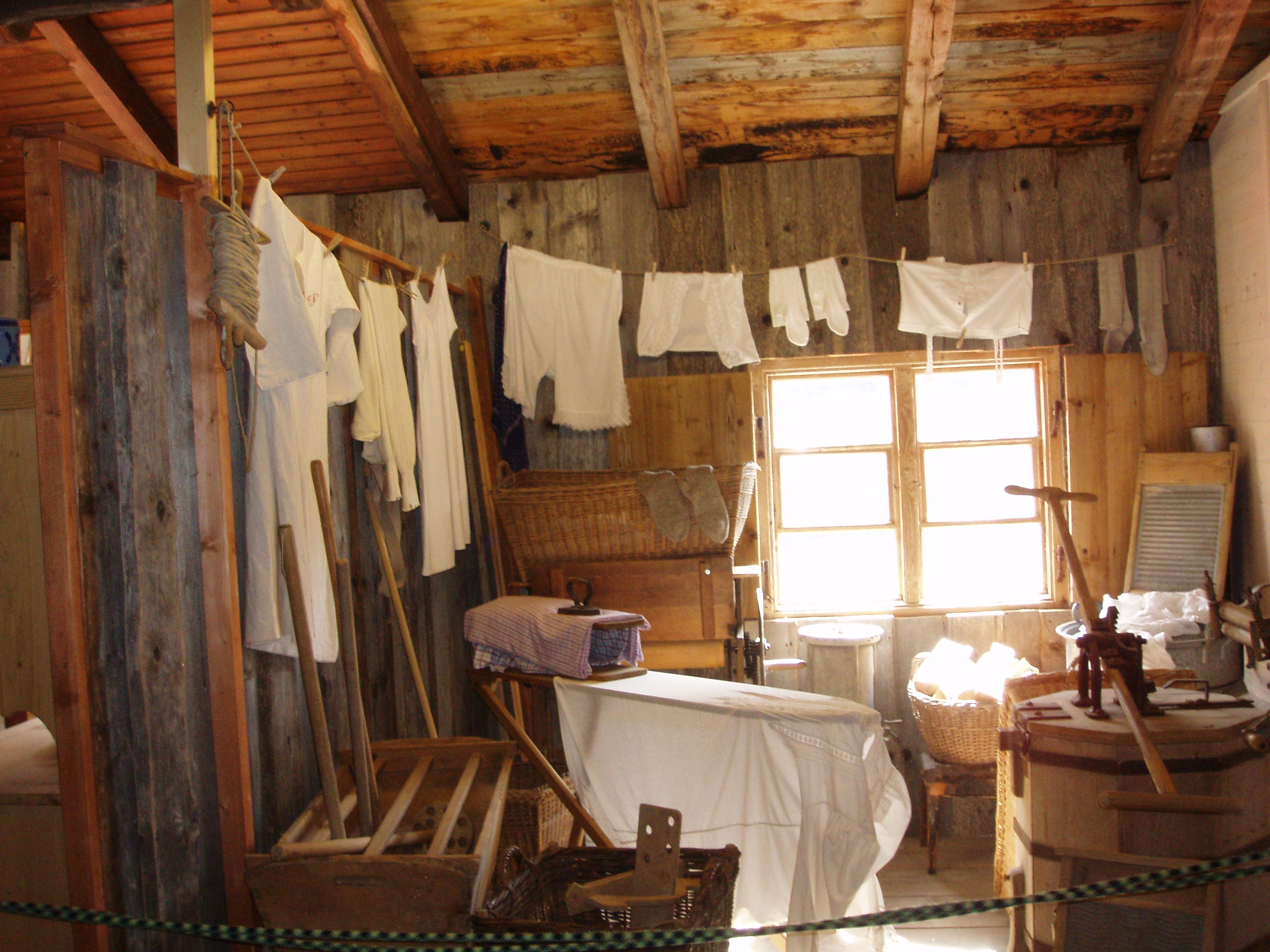
Wasch- und Bügelgerätschaften